# Croatia Open Umag 2000 - Qualificazioni doppio
Le qualificazioni del doppio  del Croatia Open Umag 2000 sono state un torneo di tennis preliminare per accedere alla fase finale della manifestazione. I vincitori dell'ultimo turno sono entrati di diritto nel tabellone principale. In caso di ritiro di uno o più giocatori aventi diritto a questi sono subentrati i lucky loser, ossia i giocatori che hanno perso nell'ultimo turno ma che avevano una classifica più alta rispetto agli altri partecipanti che avevano comunque perso nel turno finale.
Le qualificazioni del doppio del torneo Croatia Open Umag 2000 prevedevano 4 coppie partecipanti di cui una è entrata nel tabellone principale.

## Teste di serie
1. Juan Gisbert Schultze /  German Puentes-Alcaniz (ultimo turno)

1. Uros Vico /  Tomáš Zíb (Qualificati)

## Qualificati
1. Uros Vico  /   Tomáš Zíb

## Tabellone

### Legenda
| - Q = Qualificato - WC = Wild card - LL = Lucky loser | - ALT = Alternate - SE = Special Exempt - PR = Protected Ranking | - w/o = Walkover - r = Ritirato - d = Squalificato |

|  | Primo turno | Primo turno                                  | Primo turno | Primo turno | Primo turno |  |  | Ultimo turno | Ultimo turno                                 | Ultimo turno | Ultimo turno | Ultimo turno |  |
|  |             |                                              |             |             |             |  |  |              |                                              |              |              |              |  |
|  | 1           | Juan Gisbert Schultze German Puentes-Alcaniz | 6           | 64          | 6           |  |  |              |                                              |              |              |              |  |
|  |             | Michal Navrátil Igor Zelenay                 | 4           | 7           | 3           |  |  | 1            | Juan Gisbert Schultze German Puentes-Alcaniz | 6            | 4            | 5            |  |
|  | 2           | Uros Vico Tomáš Zíb                          | 4           | 6           | 6           |  |  | 2            | Uros Vico Tomáš Zíb                          | 2            | 6            | 7            |  |
|  |             | Werner Eschauer Wolfgang Schranz             | 6           | 3           | 2           |  |  |              |                                              |              |              |              |  |